# Hirsch Baer Fassel
Hirsch Baer Fassel zřídka psáno Hirsch Bär Fassel (21. srpna 1802 Boskovice - 27. prosince 1883 Nagykanizsa) byl český rabín a filosof.
Narodil se v Boskovicích v roce 1802. Po svatbě se pokoušel obchodovat, ovšem tento způsob života mu nevyhovoval a tak se po studiích stal rabínem. Je označován za jednoho z představitelů reforem judaismu. Jeho prezentace židovského práva a rabínské etiky (kniha Mozene Zedek) je dodnes považována za hodnotnou. Svá kázání publikoval a pravidelně přispíval do židovských novin Orient, Ben Chananja a Neuzeit.
Jeho dcera Rosa Sonnescheinová byla zakladatelkou magazínu American Jewess, časopisu pro židovské ženy ve Spojených státech amerických.

## Dílo
- Mozene Zedek
- Zwei Gottesdienstliche Vorträge, Gehalten in der Synagoge zu Prossnitz
- Ḥoreb Beẓayon: Briefe eines Jüdischen Gelehrten und Rabbinen über das Werk "Ḥoreb" von S. R. Hirsch
- Reis- und Hülsenfrüchte am Pesach Erlaubte Speisen
- Ein Wort zur Zeit beim Dankfeste für die Errungenschaft der Freiheit
- Ẓedeḳ u-Mishpaṭ, Tugend- und Rechtslehre, Bearbeitet nach den Principien des Talmuds und nach der Form der Philosophie
- Die Epidemie: Trauer- und Gedenkrede
- Mishpeṭe El: das Mosaisch-Rabbinische Civilrecht, Bearbeitet nach Anordnung und Eintheilung der Gerichtsordnungen der Neuzeit und Erläutert mit Angabe der Quellen.
- Ḳol Adonai: die Zehn Worte des Bundes
- 'Asot Mishpaṭ: das Mosaisch-Rabbinische Gerichtsverfahren in Civilrechtlichen Sachen, Bearbeitet nach Anordnung und Eintheilung der Gerichtsordnungen der Neuzeit und Erläutert mit Angabe der Quellen
- Dat Mosheh we-Yisrael: die Mosaisch-Rabbinische Religionslehre, Katechetisch für den Unterricht Bearbeitet.
- Dibre Elohim Ḥay, Neun Derusch-Vorträge
- We-Shafeṭu we-Hiẓẓilu: das Mosaisch-Rabbinische Strafrecht und Strafrechtliche Gerichtsverfahren, Bearbeitet nach Anordnung und Eintheilung der Gesetzbücher der Neuzeit und Erläutert mit Angabe der Quellen